# Музеларо
Музеларо (итал. Musellaro) је насеље у Италији у округу Пескара, региону Абруцо.
Према процени из 2011. у насељу је живело 189 становника. Насеље се налази на надморској висини од 391 м.